# Jordan Nagai
Jordan Nagai (Los Ángeles, California; 5 de febrero de 2000) es un actor de voz estadounidense de ascendencia japonesa conocido principalmente por su interpretación de voz de Russell en la película Up (2009) y en un episodio de Los Simpsons.

## Carrera

### Up
En 2008, su hermano mayor, Hunter, se presentó en la audición para ser la voz de Rusell, el protagonista de la película Up (2009), de Pixar. Se presentaron más de 400 niños a la audición pero el director Pete Docter (1968-) lo eligió a Jordan porque no dejó de hablar en ningún momento:

Apenas apareció la voz de Jordan todos empezamos a sonreír, porque tiene una voz inocente y atractiva y bella, y era diferente de lo que yo había pensado al principio.
Pete Docter

Sin embargo durante las grabaciones a veces se volvía muy tímido y le costaba decir las líneas que le daba el director.

### Los Simpson
Jordan Nagai participó en el episodio «O brother, where Bart thou?» (2009) de la temporada 21 de Los Simpson, interpretando a Charlie, el pequeño huérfano al que Bart adopta como hermano al sentirse celoso de la relación de Lisa y Maggie.
El episodio se puso al aire en Estados Unidos el 13 de diciembre de 2009.

## Filmografía
| Año  | Película                  | Papel   | Notas | Otras notas                           |
| 2009 | Up                        | Russell | Voz   | Película de Pixar                     |
| 2009 | Los Simpson               | Charlie | Voz   | Episodio: O brother, where Bart thou? |
| 2009 | La misión especial de Dug | Russell | Voz   | Cortometraje                          |
| 2009 | Up: El videojuego         | Russell | Voz   | Videojuego                            |
| 2021 | Dug Days                  | Russell | Voz   | Serie de cortos de Pixar.             |

## Premios
- 2010: Premios Young Artist 2009 por la mejor interpretación de doblaje para un actor o actriz infantil, por la película Up.
- 2010: Breakout Performance Award, por la película Up.[4][5]